# Vela nos Jogos Olímpicos de Verão de 2008 - Star
As regatas da classe Star masculina nos Jogos Olímpicos de Verão de 2008 aconteceram entre os dias 15 e 21 de agosto no Centro Internacional de Vela de Qingdao, China. 16 barcos competiram.

## Formato da competição
Em cada uma das dez primeiras regatas, os barcos recebem pontos de acordo com a sua colocação final (o vencedor recebe um ponto, o segundo recebe dois pontos etc). Ao final das dez regatas, o pior resultado de cada equipe foi descartado. Os dez barcos com menos pontos se classificaram para a "Medal Race" (Regata da Medalha). Essa regata vale o dobro dos pontos e seu resultado não pode ser descartado.

## Medalhistas
| Ouro   | GBR Iain Percy e Andrew Simpson   |
| Prata  | BRA Robert Scheidt e Bruno Prada  |
| Bronze | SWE Fredrik Lööf e Anders Ekström |

## Resultados
A "Regata M" é a "Regata da Medalha", da qual só participam os dez primeiros colocados das regatas anteriores. Os resultados riscados foram descartados pelos velejadores.
| Pos. | Atletas                                         | 1  | 2  | 3  | 4   | 5  | 6  | 7  | 8  | 9  | 10 | M  | Pts. |
| ---- | ----------------------------------------------- | -- | -- | -- | --- | -- | -- | -- | -- | -- | -- | -- | ---- |
|      | GBR Grã-Bretanha Iain Percy Andrew Simpson      | 7  | 13 | 3  | 5   | 8  | 2  | 1  | 1  | 2  | 6  | 10 | 45   |
|      | BRA Brasil Robert Scheidt Bruno Prada           | 10 | 11 | 6  | 1   | 9  | 10 | 2  | 3  | 3  | 3  | 6  | 53   |
|      | SWE Suécia Fredrik Lööf Anders Ekström          | 1  | 4  | 15 | 3   | 6  | 1  | 8  | 2  | 1  | 7  | 20 | 53   |
| 4    | POL Polônia Mateusz Kusznierewicz Dominik Życki | 5  | 6  | 8  | 2   | 10 | 9  | 3  | 5  | 9  | 13 | 2  | 59   |
| 5    | SUI Suíça Flavio Marazzi Enrico De Maria        | 9  | 7  | 9  | 9   | 5  | 5  | 6  | 11 | 4  | 1  | 4  | 59   |
| 6    | FRA França Xavier Rohart Pascal Rambeau         | 12 | 1  | 5  | 4   | 7  | 6  | 9  | 9  | 8  | 2  | 18 | 69   |
| 7    | GER Alemanha Marc Pickel Ingo Borkowski         | 2  | 14 | 1  | 8   | 3  | 8  | 14 | 10 | 6  | 10 | 8  | 70   |
| 8    | POR Portugal Afonso Domingos Bernardo Santos    | 3  | 3  | 10 | OCS | 13 | 3  | 5  | 7  | 7  | 9  | 12 | 72   |
| 9    | NZL Nova Zelândia Hamish Pepper Carl Williams   | 4  | 9  | 2  | 11  | 1  | 12 | 11 | 13 | 5  | 11 | 14 | 80   |
| 10   | ITA Itália Diego Negri Luigi Viale              | 13 | 8  | 12 | 7   | 11 | 7  | 7  | 6  | 13 | 5  | 16 | 92   |
| 11   | USA Estados Unidos John Dane III Austin Sperry  | 8  | 2  | 4  | 12  | 15 | 15 | 16 | 16 | 10 | 4  |    | 86   |
| 12   | AUT Áustria Hans Spitzauer Christian Nehammer   | 14 | 10 | 11 | 6   | 14 | 4  | 12 | 4  | 12 | 14 |    | 87   |
| 13   | IRL Irlanda Peter O'Leary Stephen Milne         | 6  | 12 | 7  | 10  | 12 | 13 | 13 | 8  | 11 | 12 |    | 91   |
| 14   | AUS Austrália Iain Murray Andrew Palfrey        | 11 | 15 | 13 | 15  | 2  | 11 | 10 | 12 | 14 | 8  |    | 96   |
| 15   | CRO Croácia Marin Lovrović Siniša Mikuličić     | 15 | 5  | 14 | 13  | 4  | 14 | 4  | 14 | 15 | 15 |    | 98   |
| 16   | CHN China Li Hongquan Wang He                   | 16 | 16 | 16 | 14  | 16 | 16 | 15 | 15 | 16 | 16 |    | 140  |

- OCS: Queimou a largada